# Пацифея фатугінська
Пацифе́я фатугінська (Pomarea whitneyi) — вид горобцеподібних птахів родини монархових (Monarchidae). Ендемік Французької Полінезії. Вид названий на честь американського філантропа Гаррі Пейна Вітні.

## Опис
Довжина птаха становить 19 см. Забарвлення повністю пурпурово-чорне, блискуче. У молодих птахів верхня частина тіла тьмяно-коричнева, крила більш руді. Нижня частина тіла вохристо-біла, на шиї, обличчі і грудях з боків іржасті плями.

## Поширення і екологія
Фатугінські пацифеї є ендеміками острова Фату-Хіва в архіпелазі Маркізьких островів. Вони живуть в тропічних лісах по всьому острову. Живляться комахами, павуками і насінням.

## Збереження
МСОП класифікує цей вид як такий, що перебуває на межі зникнення. За оцінками дослідників, популяція фатугінських пацифей у 2009 році становила 67 птахів, а у 2012 році менше 50 птахів. Їм загрожує хижацтво з боку чорних пацюків, які з'явилися на острові у 2000 році, і здичавілих кішок, а також знищення природного середовища.